# Aserbajdsjan ved sommer-OL 2008
Aserbajdsjan deltog i Sommer-OL 2008 i Beijing, som blev arrangeret i perioden 8. august til 24. august 2008.

## Medaljer
| 2008 Beijing | Guld | Sølv | Bronze | Total |
| Aserbajdsjan | 1    | 2    | 4      | 7     |